# Gilbert Meynier
Pour les articles homonymes, voir Meynier.
Gilbert Meynier, né le 21 mai 1942 à Lyon et mort le 13 décembre 2017 à Caluire-et-Cuire, est un historien français, spécialiste de l'histoire de l'Algérie, professeur émérite à l’université Nancy II à partir de 2002.

## Biographie
Il est né en 1942 à Lyon,. Agrégé d’histoire, docteur ès lettres, docteur d'État en histoire en 1979 avec une thèse soutenue à Nice et élaborée sous la direction d'André Nouschi, titulaire du DEUG d’arabe de l'université de Nancy 2 en 1984, Gilbert Meynier milite contre la guerre coloniale en Algérie dès 1957. En 1961, il organise avec l’Unef une manifestation de soutien à l’indépendance. Il compte parmi ses professeurs, à cette époque, l’historien Pierre Vidal-Naquet, lui-même engagé pour l'indépendance de l'Algérie. Après l’indépendance, il est moniteur d’alphabétisation, puis coopérant à l’université de Constantine pendant trois ans.
Guy Pervillé décrit Gilbert Meynier comme un « historien d’inspiration marxiste », qui analyse le colonialisme comme « un système d’exploitation et de domination ». Exprimant certaines réserves vis-à-vis de sa thèse, il loue « l’intérêt considérable de son apport à l’histoire de l’Algérie ».

### Vie personnelle
Époux de Pierrette Meynier (morte quelques jours avant lui), il a une fille et deux fils.

## Publications
- L’Algérie révélée : la Première Guerre mondiale et le premier quart du XXe siècle, Genève, Droz, 1981.
- En collaboration avec Claude Liauzu, Sgroï-Dufresne Maria et Signoles Pierre, Enjeux urbains au Maghreb, Paris, L’Harmattan, 1985.
- En collaboration avec Koulakssis Ahmed, L’Émir Khaled, premier za’îm ?, Paris, L’Harmattan, 1987.
- En collaboration avec Charles-Robert Ageron, Thobie Jacques et Catherine Coquery-Vidrovitch, Histoire de la France coloniale, vol. 2, Paris, Armand Colin, 1990 (réédition Press Pocket 1996).
- En collaboration  avec Planche Jean-Louis (dir.), Intelligentsias francisées ( ?) au Maghreb colonial, Cahiers du GREMAMO, Université Denis Diderot-Paris 7, Paris, 1990.
- En collaboration avec Maurizio Russo (dir.), L’Europe et la Méditerranée, Paris, L’Harmattan/Confluences Méditerranée, 1999.
- L’Algérie contemporaine. Bilans et solutions pour sortir de la crise, G. Meynier (dir.), Paris, L’Harmattan/Le Forum IRTS de Lorraine, 2000.
- Histoire intérieure du FLN, Paris, Fayard, 2002.
- En collaboration avec Mohammed Harbi, Le FLN, documents et histoire 1954-1962, Paris, Fayard, 2004.
- Algérie dans l’histoire pour ceux de là-bas et d’ici, du Néolithique à nos jours, vol. 1 : Du Néolithique à l’avènement de l’Islam, Paris, Éditions Bouchène (à paraître).
- L’Algérie des origines : de la préhistoire à l’avènement de l’Islam, Paris, La Découverte, 2007
- En co-direction avec Frédéric Abécassis, Pour une histoire franco-algérienne. En finir avec les pressions officielles et les lobbies de mémoire, Paris, La Découverte, 2008[10].
- L'Algérie, cœur du Maghreb classique : de l'ouverture islamo-arabe au repli (698-1518), Paris, La Découverte, 2010.